# Surendrajeet Singh Ahluwalia

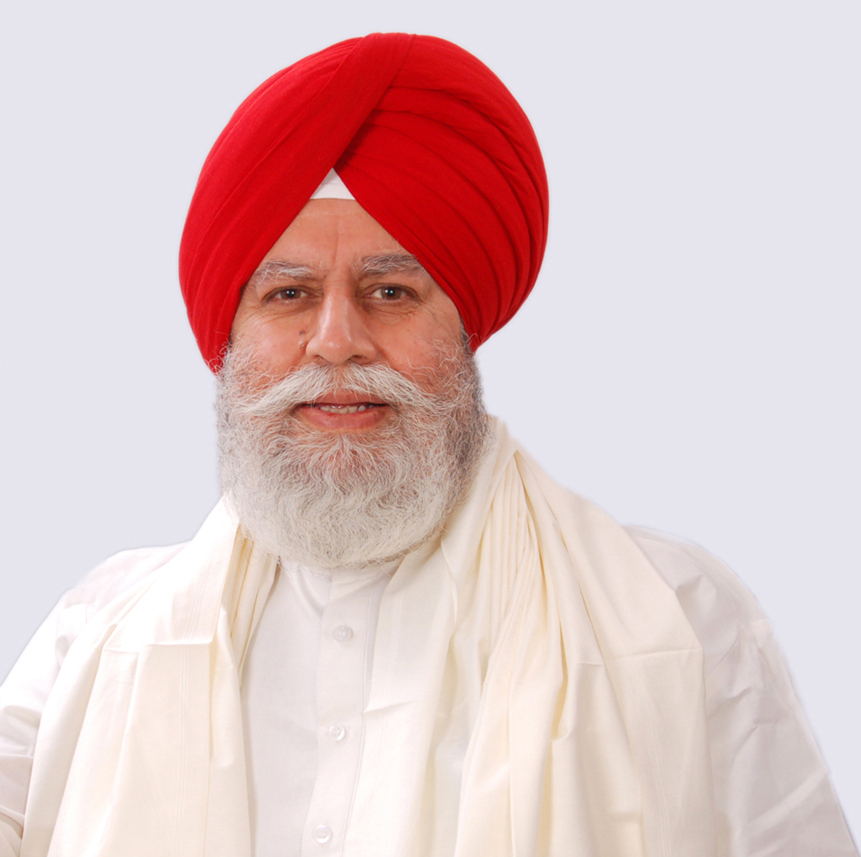
S. S. Ahluwalia

Surendrajeet Singh Ahluwalia (häufig nur S. S. Ahluwalia; * 4. Juli 1951 in Jaykay Nagar, Distrikt Bardhaman, Westbengalen) ist ein indischer Politiker des Indischen Nationalkongresses (INC) sowie später der Bharatiya Janata Party (BJP). Er war unter anderem zwischen 1986 und 1998 sowie erneut von 2000 bis 2012 Mitglied der Rajya Sabha, von 1995 bis 1996 Staatsminister im Ministerium für urbane Angelegenheiten und Beschäftigung und für Parlamentarische Angelegenheiten. Seit 2014 ist er Mitglied der Lok Sabha.

## Leben
Ahluwalia begann nach dem Besuch der St. Joseph School in Asansol sowie des Bidhan Chandra College zunächst ein grundständiges Studium an der University of Burdwan, das er mit einem Bachelor of Science (B.Sc.) abschloss. Ein weiteres postgraduales Studium der Rechtswissenschaft an der University of Calcutta beendete er mit einem Bachelor of Laws (LL.B.) und war danach als Sozialarbeiter und Politikwissenschaftler tätig.
Am 7. Juli 1986 wurde Ahluwalia für den Indischen Nationalkongress (INC) erstmals Mitglied der Rayja Sabha, des Oberhauses des indischen Parlaments, dem er nach seiner Wiederwahl am 8. Juli 1992 zunächst bis zum 7. Juli 1998 angehörte. Während seiner Parlamentszugehörigkeit war er Mitglied verschiedener Ausschüsse des Oberhauses und wurde am 15. September 1995 von Premierminister P. V. Narasimha Rao als Staatsminister im Minister für urbane Angelegenheiten und Beschäftigung sowie als Staatsminister für Parlamentarische Angelegenheiten in dessen Regierung berufen, dem er bis zum 16. Mai 1996 angehörte.
Ahluwalia wurde am 3. April 2000 für eine neue Periode zum Mitglied der Rajya Sabha gewählt und gehörte dieser nach seiner Wiederwahl im April 2006 nunmehr bis 2012 an. Während dieser Zeit war er unter anderem zwischen September 2000 und August 2004 Mitglied des Finanzausschusses sowie zugleich von August 2002 bis August 2004 Mitglied des Ausschusses für Informationstechnologie. Ferner gehörte er von Januar 2003 bis Juli 2004 dem Ausschuss für Privilegien an. Daraufhin war er zwischen August 2004 und August 2009 Mitglied des Innenausschusses sowie zeitlich von August 2004 bis April 2006 Mitglied des sogenannten House Committee. Nachdem er zwischen Juni und September 2006 Mitglied des Geschäftsordnungsausschusses war, wurde er im September 2006 erneut Mitglied des Ausschusses für Privilegien. Er war zudem zwischen September 2007 und August 2009 Mitglied des Finanzausschusses und wurde im Juli 2009 Mitglied des Ethikausschusses. 2012 verlor er sein Mandat in der Rajya Sabha.
Bei den Wahlen im April und Mai 2014 wurde Ahluwalia, der mittlerweile der Bharatiya Janata Party (BJP) als Mitglied beigetreten war, zum Mitglied der Lok Sabha gewählt, des Unterhauses des indischen Parlaments. In diesem ist er seit dem 14. August 2014 Mitglied des Ausschusses für öffentliche Konten sowie seit dem 1. September 2014 Vorsitzender des Ausschusses für Privilegien. Daneben war er Mitglied des Finanzausschusses und ist seit dem 29. Januar 2015 auch Mitglied des Ausschusses für allgemeine Angelegenheiten.
Aus seiner am 2. Februar 1972 mit Monica Ahluwalia geschlossenen Ehe gingen drei Söhne und zwei Töchter hervor.